# Amjog Co
Amjog Co (kinesiska: Anjue Cuo, 安觉错) är en sjö i Kina. Den ligger i den autonoma regionen Tibet, i den sydvästra delen av landet, omkring 470 kilometer väster om regionhuvudstaden Lhasa. Amjog Co ligger 5 064 meter över havet. Trakten runt Amjog Co består i huvudsak av gräsmarker.
Genomsnittlig årsnederbörd är 556 millimeter. Den regnigaste månaden är juli, med i genomsnitt 146 mm nederbörd, och den torraste är december, med 11 mm nederbörd.